# 부산 도시철도 5호선
부산 도시철도 5호선(釜山都市鐵道5號線)은 대한민국 부산광역시 사상구 사상역과 사하구 하단역을 잇는 부산광역시의 도시철도 노선이다. 2016년 6월 15일 착공해 현재 건설 중이다. 노선 색은 빨간(장미)색으로 확정될 예정이다.

## 개요
이 노선은 본래 1990년대에 녹산동 ~ 명지동 ~ 하단 ~ 사상 간의 5호선으로 구상되었으나, 외환위기 이후 폐기되었다. 2000년대에 들어서 노선의 규격만 중전철에서 경전철로 조정한 ‘사상가덕선’으로 계획되었다. 그러나 명지동과 가덕도 일대의 개발 사업이 늦춰짐에 따라 해당 지역의 수요가 적다고 판단되어, 사상~하단 구간 6.9km가 우선 추진되는 것이다.
우선은 명지와 녹산까지만 지어질 예정이다. 하단-녹산 구간은 2017년 부산광역시 도시철도망구축계획에 포함되었다.
이 노선이 개통된다면 서부산권의 교통난이 많이 완화될 것으로 전망되며, 부산의 주요 간선도로인 낙동대로를 남북으로 바로 이어주는 만큼 하단역의 환승 수요도 상당히 많이 나올 것으로 예상된다. 또한 동아대학교 통학수요도 기대된다. 이 노선이 지나는 곳은 출퇴근 시간대마다 교통난이 매우 심각하다. 노선명·노선색 등은 확정되지 않았으나, 노선명에 대해서는 부산 도시철도 5호선이 될 것으로 예상된다는 관측이 있다.

## 역사
- 2016년 6월 15일: 5호선 1단계 구간 착공[7]
- 2028년 : 5호선 1단계 사상~하단 개통 예정
- 2030년 : 5호선 2단계 하단~녹산 개통 예정

## 노선 정보
- 1차 계획
- 총 연장: 6.9 km
- 역 수: 7 (전구간 지하)
- 운행방식: 무인 자동 운전 / 중앙 관제 시스템
- 운행차량: K-AGT 기반 차량
- 착공: 2016년 6월 15일
- 개통: 2027년 12월
- 총 사업비: 5,671억 원[8]

## 역 목록
- 부산광역시에서 새벽시장역을 위쪽으로 200m가량 옮기고 학장역 사이에 역 추가를 결정해 변경됐다.[9]

| 번호 | 역명             | 로마자 역명                | 국한문 역명    | 환승 노선                                | 역간 거리 | 누적 거리 | 소재지     | 소재지 |
| ---- | ---------------- | -------------------------- | -------------- | ---------------------------------------- | --------- | --------- | ---------- | ------ |
| 501  | 사상(서부터미널) | Sasang(Seobu Bus Terminal) | 沙上           | ● 부산 도시철도 2호선 ● 부산-김해 경전철 | 0.0       | 0.0       | 부산광역시 | 사상구 |
| 502  | 새벽시장         | Saebyeok Market            | 새벽市場       |                                          |           |           | 부산광역시 | 사상구 |
| 503  | 사상스마트시티   | Sasang Smart City          | 沙上스마트시티 |                                          |           |           | 부산광역시 | 사상구 |
| 504  | 학장             | Hakjang                    | 鶴章           |                                          |           |           | 부산광역시 | 사상구 |
| 505  | 엄궁             | Eomgung                    | 嚴弓           |                                          |           |           | 부산광역시 | 사상구 |
| 506  | 동아대           | Dong-a Univ.               | 東亞大         |                                          |           |           | 부산광역시 | 사하구 |
| 507  | 하단             | Hadan                      | 下端           | ● 부산 도시철도 1호선                    |           | 6.9       | 부산광역시 | 사하구 |

## 같이 보기
- 부산 도시철도
- 도시철도
- 경전철
- 신교통 시스템